# Prádena del Rincón
Prádena del Rincón er en by og kommune i det centrale Spanien i Madrid-regionen. Den har et indbyggertal på 139 (2024) indbyggere.